# Время жить и время умирать
«Время жить и время умирать» (нем. Zeit zu leben und Zeit zu sterben) —  антивоенный роман немецкого писателя Эриха Марии Ремарка, опубликованный в 1954 году. Название, вероятно, отсылает к Екклесиасту 3:1—2: «Всему своё время <…> Время рождаться и время умирать».

## Сюжет
1944 год, немецкие войска отступают из Советского Союза. Эрнсту Греберу и группе солдат из его взвода поручено расстрелять пленных партизан — старика, женщину и двух мужчин. Особое усердие в приготовлениях проявляет член НСДАП Штейнбреннер, который вдобавок желает изнасиловать женщину. Перед смертью женщина испортила настроение расстрельной команды, прокляв солдат и выразив надежду, что её дети будут убивать их детей.
Гребер получает трёхнедельный отпуск. Он отправляется к родителям в Верденбрюк (название выбрано предположительно от родного города писателя Оснабрюка и французского Вердена, около которого произошла одна из наиболее кровавых битв в первой мировой войне; к слову, большинство главных героев Ремарка родом, как правило, из Верденбрюка), однако, прибыв домой, узнаёт, что город регулярно подвергается сильным бомбардировкам авиации союзников. Здания на улице, где жили его родители, превращены в руины, из-под развалин извлекают раздавленные тела жителей. Жертвами бомбардировок стали несколько тысяч человек. Занимаясь поисками родителей, Гребер встречает 20-летнюю Элизабет Крузе, которую помнил ещё девочкой. Её отец, Бернхард Крузе, был лечащим врачом его матери. На данный момент он находится в концлагере, а квартира подверглась «уплотнению» — две комнаты занимает нацистка фрау Лизер с дочкой. Гребер и Элизабет, укрываясь в бомбоубежище во время авианалётов, постепенно сближаются и становятся любовниками.
Гребер навещает профессора Польмана, который прячет в доме еврея Йозефа. Он также встречает школьного товарища Альфонса Биндинга, ставшего функционером нацистской партии. Биндинг радушно принимает Гребера, обещая оказать помощь в поиске родителей, и в последующем даёт ему еду и алкоголь. Вскоре Гребер и Элизабет решают пожениться.
В один из дней авиация союзников проводит воздушную атаку города зажигательными бомбами. На глазах у Гребера погибает 5-летняя девочка, тащившая грудного ребёнка. Из домов выбегают объятые пламенем люди, химический состав бомб прожигает мясо насквозь, и человека уже трудно спасти. Одна из бомб прямым попаданием разрушила дом Биндинга, Альфонс погибает. Польман арестован гестапо. Отпуск Гребера заканчивается, он прощается с Элизабет, мечтая встретиться после войны.
Гребер возвращается на фронт, где советские войска начинают масштабное наступление. После нескольких атак взвод Гребера теряет бо́льшую часть личного состава. Гребер охраняет четырёх жителей, которых считают партизанами. Старик предлагает Греберу бежать с ними, однако Гребер отказывается. После внезапного прорыва советских солдат Штейнбреннер предлагает убить жителей, Гребер пытается ему помешать, сказав, что жители не похожи на партизан и без приказа их нельзя расстрелять. В результате конфликта Гребер убивает Штейнбреннера и выпускает жителей. Старик, который все-таки оказался партизаном, поднимает винтовку и стреляет в Гребера, отчего тот падает и умирает.

## Персонажи
- Эрнст Гребер — главный герой примерно 23-х лет, немецкий солдат, на фронте с самого начала войны, воевал в Африке, Европе, СССР.
- Элизабет Крузе — 20-летняя возлюбленная Эрнста. Отец Элизабет, Бернхард, находится в концлагере.
- профессор Польман — школьный учитель по религии Эрнста, имеет проблемы с гестапо.
- Альфонс Биндинг — бывший одноклассник Эрнста, функционер нацистской партии.
- Йозеф — беглый еврей, некоторое время прячущийся у Польмана.
- фрау Лизер — состоит в Фрауэншафт, доносчица, живёт в одной квартире с Элизабет. Возможно, по её наводке арестовали отца Элизабет.
- Штейнбреннер — солдат из полка Гребера. Ярый приверженец нацистской партии.
- Бэтхер — солдат, разыскивающий свою жену.
- Людвиг Вельман — лейтенант, знакомый Гребера по школе, которого он встретил у бомбоубежища.

## Экранизации
В 1958 году по роману Ремарка режиссёр Дуглас Сирк снял фильм «Время любить и время умирать» (англ. A Time to Love and a Time to Die). В результате онлайн голосования на сайте IMDb фильм получил 7.9 баллов из 10 возможных. Роль профессора Польмана сыграл сам Эрих Мария Ремарк.